# Szabadlábon Velencében
A Szabadlábon Velencében (eredeti cím: Le Guignolo) 1980-ban bemutatott színes, francia–olasz filmvígjáték. Ez volt Georges Lautner rendező és Jean-Paul Belmondo második közös filmje, melynek elkészítését előző munkájuk, a Zsaru vagy csirkefogó? (1979) nagy sikere tette lehetővé. Ezen felbuzdulva ugyanis a Gaumont filmgyártó cég bizalmat szavazott az újabb produkciónak, melynek forgatása már akkor elkezdődött, amikor a forgatókönyv még el sem készült.
Az előkészületek 1979 nyarán zajlottak, magára a forgatásra ősszel került sor. A kissé kusza történet az alkotók szerint is csak másodlagos, mivel elsődleges céljuk az volt, hogy rendhagyó módon bemutassák Velence nevezetességeit. Mivel a Szabadlábon Velencében is közönségsiker lett, a következő néhány évben Lautner és Belmondo két újabb filmet készített együtt: A profi (1981), Kellemes húsvéti ünnepeket! (1984). Belmondo és barátja, René Chateau 1979-ben saját filmforgalmazó céget hoztak létre Cerito–René Chateau Distribution néven. Első forgalmazott filmjük a Szabadlábon Velencében volt.

## Cselekménye
Alexandre Dupré éjnek évadján betör egy pazar villába, hogy ellopjon egy értékes festményt, de a tulajdonos felesége rajtakapja. Mivel a nőnek van biztosítása, a betörő pedig férfias és gáláns, az alkalmi páros az ágyban köt ki. Másnap Alexandre visszatér a börtönbe, ahonnan hétvégi kimenőre engedték el. A börtönigazgató előtt hősünk megígéri, hogy megjavul. Szavainak hitelt adnak: büntetése hátralévő részét elengedik. Dupré következő útja egy milliomosokat szállító luxushajóra vezet, ahol maharadzsának adja ki magát. Éppen egy kódexmásolatot kíván elsózni egy éltes dámának, amikor feltűnik a színen egy csinosabb és fiatalabb hölgy, Pamela, egy gyémántbánya tulajdonosa. Alexandre és Pamela hamar megtalálják egymással a közös hangot, ám a hölgy a harmadik napon táviratot kap: tönkrement. Pamela a telegram elolvasása után ájultan hanyatlik a maharadzsa karjaiba. Alexandre előzékenyen felajánlja, hogy segít a hölgy anyagi gondjain: jó pénzért megvásárolja Pamela megmaradt értékeit, a nála lévő ékszereket. Az alku megpecsételésére a pár együtt tölti az éjszakát. Másnap azonban mindketten rádöbbennek arra, hogy átverés áldozatai lettek: az ékszerek éppúgy hamisak, mint az értük adott pénz. A két szélhámos a pillanatnyi felháborodás után csak kacag a melléfogáson, és elhatározzák, hogy közös akciót hajtanak végre.
Az új balek a vagyonos, de meglehetősen ügyefogyott Helmut von Nassau, aki belehabarodott a szépséges Pamelába. Dupré a hölgy fivérének, katonatisztnek adja ki magát, aki éberen vigyáz húga erényére. Persze azért arra is marad ideje, hogy egy következő stiklit kiterveljen, melynek érdekében felhívja egy velencei múzeumban dolgozó barátját, Achille-t, és utasításokkal látja el. Helmut meghívja a „testvéreket” a birtokára. A megfelelő pillanatban ide is távirat érkezik: a testvérek tönkrementek. Pamela ezúttal Helmut karjaiba alél, Alexandre pedig katonatiszthez méltó módon bejelenti, hogy tudja, mi a kötelessége. Szobájába megy, hogy felakassza magát a csillárra. Persze csak színjátékból: a megbeszélt terv szerint a folyosón majd Pamela köhögéssel jelt ad, ekkor Alexandre kirúgja maga alól a széket, pár pillanat múlva pedig „húga” és Helmut a szobába lépve megmentik. Teljesen nyilvánvaló, hogy a fülig szerelmes Helmut fel fogja ajánlani a segítségét. A tervbe parányi hiba csúszik: a folyosón a személyzet egyik tagja kezd köhécselni. Alexandre hiába köti fel magát, senki nem siet a megmentésére. Addig ficánkol és rúgkapál fuldokolva, amíg a csillár kiszakad a mennyezetből. Hősünk felháborodva ront be „húga” hálószobájába, ahol Pamela és Helmut meghitten turbékolnak. Felelősségre vonja bűntársát, aki ártatlannak vallja magát, hiszen valóban nem ő köhögött. Rövidesen minden tisztázódik, sőt az is kiderül, hogy Pamela időközben a megkopasztás legbiztosabb (és törvényes) módját választotta: feleségül fog menni Helmuthoz. Alexandre áldását adja a párra, és továbbáll, hogy lebonyolítsa a következő szélhámosságát. A helyszín: Velence.
A repülőgépen egy ismeretlen férfi apró szívességre kéri Duprét: vigye át a táskáját a vámon. Természetesen szó sincs semmiféle kábítószerről, bombáról vagy egyéb tiltott és bűnös dologról: a férfi ajándékba kapta a táskát a szeretőjétől, és nem szeretné, ha a reptéren a felesége meglátná nála. A táska átadása előtt a mosdóban az öngyújtóba egy kis hengeres tárgyat rejt - később kiderül, hogy mikrofilmet. Feleség helyett azonban egy golyó várja a férfit a repülőtéren, aki holtan esik össze a várócsarnok előtt. Alexandre ezért magánál tartja a táskát és motorcsónakba száll, hogy a hotelbe vitesse magát. A hajós a táskát szeretné megkapni, melyen az áldozat monogramja (L F) is szerepel. Amíg azonban Dupré békésen olvasgat a csónak hátsó részében, egy mesterlövész a távolból lelövi a kormányost. Mire Alexandre észreveszi, mi történt, már nem képes átvenni az uralmat a jármű fölött: a motorcsónak teljes sebességgel átszakítja a hotel bejáratát, és a recepció előtt landol. Hősünket már többen is várják a szállodában, mindenekelőtt Achille, aki magával hozta a közös tranzakció tárgyát, egy festményt. Megérkeztek a festmény vásárlói is, két japán férfi. Duprének persze esze ágában sincs átadni az eredeti képet, amit barátja csak kölcsönvett a múzeumból. A terv annyi, hogy egy napra kölcsönadják a festményt a japánoknak, míg azok meggyőződnek a kép eredetiségéről, majd miután visszakapják, ügyes csellel egy hamisítványt adnak majd nekik az ügylet lebonyolításának végén. Rövidesen megérkeznek a rendőrök, mivel a recepción landolt motorcsónakban mégiscsak volt egy halott. Rutinból kihallgatják Duprét, de teljesen nyilvánvaló, hogy ő nem lőhette le se a hajóst, se a repülőtéri férfit, noha annál megtalálták az ő fotóját. A szállodai detektív nem hisz Alexandre-nek, és esküdözik, hogy el fogja kapni.
A váratlan meglepetések folytatódnak. Alexandre-t egy nő várja a szobájában, állítólag a felesége. A szexis Gina valójában egy újabb stikli végrehajtásához érkezett. Szeretne mielőbb ágyba kerülni Duprével, és ennek érdekében már meg is vált nélkülözhető ruhadarabjaitól, de a turbékolást telefonhívás zavarja meg. A hívó a táskát szeretné megkapni, és tekintélyes summát helyez érte kilátásba. Alexandre elindul a találkára a szálloda mögötti kikötőben horgonyzó gondolával. Egy elegáns asszony fogadja a megadott címen, állítása szerint az áldozat felesége. Átkutatja a táskát, de nem találja meg azt, amit keres. Rövidesen az ablakon keresztül valaki lelövi. Hamarosan megszólal a telefon. Duprét újabb találkára hívják a táskával együtt, ezúttal a lagúna másik partjára. A távoli mesterlövész néhány újabb lövéssel ad nyomatékot a meghívásnak. Az újabb találkozón többen várják Duprét, de az alkut főnökük, a zenebarát Kamal herceg bonyolítja le zongorázás közben. Illetve csak bonyolítaná, mert betoppan a francia titkosszolgálat kulcsembere, Monsieur Joseph az embereivel. Kamal kénytelen elengedni Alexandre-t, aki barátságtalan vendéglátója zongoráján felejti a titokzatos táskából már korábban kölcsönvett öngyújtót. Joseph és emberei egyáltalán nem véletlenül jártak arrafelé, őket is a táska tartalma érdekelné, ám hiába kutatják át Duprét, nem találják meg, amit keresnek.
Alexandre csak reggel tér vissza a szállodába, hogy lebonyolítsa végre saját ügyeit. A készülődést bosszantó apróság zavarja meg: nincs víz a fürdőszobában. Gina szerelőt hív a recepcióról. A gyorsan megjelenő mesterember azonban valójában titkosügynök, aki lehallgatja a szobában történteket. Rövidesen megérkezik Dupré egyik akciójának gyanútlan palimadara, az ékszerész. A terv szerint Achille és Gina úgy tesznek, mintha házassági évfordulójuk lenne, mely alkalomra a korosodó férj szép (és drága) ékszerrel kívánja meglepni szexis asszonykáját, ám a menyecske kevésbé kellemes meglepetéssel viszonozza a gesztust: férjét éppen annak unokaöccsével csalná meg. Ezt a szerepet játszaná Alexandre. Persze kitörne a családi (mű)cirkusz, és a kavarodás remek alkalmat teremtene arra, hogy az ékszerészt néhány szép darabtól megszabadítsák. Ahogy azonban hősünkkel gyakran megesik, most sem alakul minden a terv szerint. Befutnak ugyanis a festményügylet balekjai, a japánok, akik a két széltolót egészen más szereposztásban ismerik, a káoszt pedig a szállodai detektív megjelenése fokozza. Akad is munkája: a nyitott ablakon keresztül a távoli mesterlövész ezúttal a japán vevőt teríti le a golyójával. A detektív Duprét akarná letartóztatni, aki kénytelen menekülőre fogni úgy, ahogy éppen van: piros pöttyös alsónadrágban.
A rendőrök Alexandre után erednek: motorcsónakos hajsza kezdődik a lagúnában. Hősünk menet közben a hajóról egy helikopterre kapaszkodik, majd kissé távolabb földet érve ismét vízre száll, egy bájos ifjú hölgy motorcsónakjába. A színes bőrű megmentő azt állítja, ő a reptéren lelőtt férfi lánya, és természetesen a táska kellene neki. A kellemes beszélgetés az ágyban folytatódik tovább, ahol nemcsak a néger hölgyről, hanem egynémely titokról is lehull a lepel: a nő valójában szintén a francia titkosszolgálatnak dolgozik, a keresett tárgy pedig egy korszakalkotó találmány mikrofilmen, ami fölöslegesé tenné a nyersolaj alkalmazását. Értéke a leány szerint minimum 3 milliárd dollár. Ez az összeg már megér némi fejtörést, Dupré tehát leltárt készít a táska tartalmáról. Az is eszébe jut, hogy volt a csomagban egy öngyújtó is, amit ő Kamal zongoráján felejtett. Az értékes mikrofilm csakis abban lehet. Megjelenik Joseph, aki nehezményezi, hogy bájos ügynöke annyi mindent elfecsegett Duprének. Erre azonban többé nem lesz alkalma, a mesterlövész ugyanis őt is lelövi az ablakon keresztül. Az áldozat közelében ott van Fahrad, Kamal nem éppen bizalomgerjesztő külsejű embere. Dupré néhány mondatot vált vele, majd bejelenti Josephnek, hogy Fahraddal távozik, aki többet ígért a találmányért. Alexandre valójában most is csak színjátékot játszik: csupán azért megy Fahraddal, hogy újra bejusson Kamalhoz, és visszaszerezze az öngyújtót. Miután sikerrel jár, az ablakon át old kereket, de most már Fahrad mellett a titkosszolgálat is a nyomában van. Az üldözősdi kisebb kitérőkkel egy kenyérgyárban ér véget, ahol Dupré szorult helyzetében észrevétlenül a kelt tésztával teli hatalmas edénybe ejti az öngyújtót. Mire leszámol Fahraddal és embereivel, már késő: az öngyújtót rejtő tésztából kisült a napi kenyéradag. Nincs mit tenni, hősünk elrabolja a kenyérszállító kocsit, és rendőri kíséret mellett Párizsba viszi, egyenesen a miniszterelnöki rezidenciához.
Minden jó, ha jó a vége. Alexandre ugyan nem kap egy fillért se az értékes találmányért, viszont maga a miniszter tűzi mellére a Francia Köztársaság Becsületrendjét, majd rögtön meghívja őt vacsorára az otthonába. Dupré szabadkozik, de a meghívást megerősíti a miniszter felesége, aki nem más, mint az a szépasszony, akitől Alexandre a film elején ellopta az értékes festményt. Dupré tisztában van vele, hogy lovagiatlanság lenne egy akkora házban éjszakára egyedül hagyni egy asszonyt, akinek férje előre bejelenti, hogy hivatalos ügyei miatt még az utolsó fogás befejezése előtt kénytelen lesz eltávozni Strasbourgba.

## Háttér-információk

### Lautner a közös munkáról
„Elég sokat vitatkozunk a forgatókönyv megírása előtt és alatt. Aztán ki-ki megteszi a maga észrevételeit. Amikor Belmondo valamely részletkérdésben nem ért velem egyet, egészen finoman adja tudtomra, mondhatnám, szinte szemérmesen. Jean-Paul Belmondo tartózkodó és szemérmes ember. […] Udvariasak a kapcsolataink, semmi hangoskodás, semmi haszontalan vita. Ha valami nem tetszik neki vagy bosszantja, ki kell találni a mélyebb okait, és e szerint kell változtatni a filmen.”

### A színészekről
A filmben több olyan színész is szerepel, akik a Zsaru vagy csirkefogó?-ban már játszottak Belmondo mellett: Michel Galabru, Georges Géret, Michel Beaune, Charles Gerard, Tony Kendall. Közülük néhányan a magánéletben is barátságot ápoltak Belmondóval. Paolo Bonacelli és Mirella D’Angelo játszottak Tinto Brass Caligula (1979) című hírhedt filmjében, de sem abban, sem Lautner alkotásában nem voltak közös jeleneteik. Carla Romanelli az 1970-es években több magyar produkcióban játszott fontos szerepeket: Napraforgó (1974, tévéfilm Krúdy Gyula egyik írása alapján), Herkulesfürdői emlék (1976), Egy erkölcsös éjszaka (1977).

### A forgatásról
Mivel Velence nem alkalmas helyszín az autós üldözésekhez, ezért Lautner azt javasolta, hogy Dupré úgy érkezzen a hotelbe, hogy motorcsónakja teljes sebességgel becsapódik a szálloda portájára. A jelenetet több részletben vették fel.
A film vége felé három részletben vették fel azt a jelenetet, melyben Alexandre egy száguldó motorcsónakból egy helikopterre kapaszkodik és azon kapaszkodva menekül az őt üldöző motorcsónakos rendőrök elől. Az első menetben a sztár elrugaszkodott a hajóról. Ehhez a csónak és a helikopter sebességét össze kellett hangolni. Amikor elkapta a helikopter létráját, Belmondónak észrevétlenül rögzítenie kellett magát, nehogy baleset történjen, ha véletlenül elengedné a létrát: a színész csuklójára egy kampót erősítettek, melyet rá kellett akasztania a létra fokára. Amikor landolt a helikopter, Belmondónak észrevétlenül ki kellett magát szabadítania a rögzítésből. Egészében véve, szokásához híven kaszkadőr nélkül játszotta végig az elég hosszú jelenetet.

### Belmondo a negatív fogadtatásról
„Rendben, az igaz, hogy a forgatókönyv nem volt valami csodás. Csakhogy míg a kritika és a közönség fantasztikusnak találja, ha egy olasz filmben a főhős az elejétől a végéig gatyában mászkál, addig, ha én teszem ugyanezt, az csaknem felháborító. A franciák szörnyen intoleránsak a saját filmjeikkel…”

## Magyar kritikai visszhang
„A filmben csak az operatőr kapott hálás feladatot, no meg Velence, amely tényleg gyönyörű, szárazon, vízen és levegőből egyaránt. Belmondo még azt a szívességet is megteszi, hogy helikopteren lógva – menekülés ürügyén – városnézőbe invitál, pedig amúgy is elég fáradt.”

(Kövesdi Rózsa kritikája. In: Filmvilág 1981/12, 42. oldal)

## Szereplők
- Jean-Paul Belmondo – Alexandre Dupré (Sztankay István)
- Mirella D'Angelo – Sophie / Pamela (Andresz Kati)
- Michel Galabru – Achille Sureau (Balázs Péter)
- Carla Romanelli – Gina (Kovács Nóra)
- Paolo Bonacelli – Kamal (Sinkó László)
- Georges Géret – Joseph (Gera Zoltán)
- Michel Beaune – Louis Fréchet (Koroknay Géza)
- Charles Gérard – Abdel Fahrad (Velenczey István)
- Maurice Auzel – az átlag francia (Horkai János)
- Tony Kendall – Frantz (Ujréti László)
- Renzo Marignano – az ékszerész (Fülöp Zsigmond)
- Aldo Rendine – Urbino Alfonsi (Miklósy György)
- Henri Guybet – Machavoine, a „vízvezeték-szerelő” (Verebély Iván)
- Enzo Guarini – a felügyelő (Vincenzo Guarini néven szerepel a stáblistán) (Szatmári István)
- Lily Fayol – La Schwartz (gazdag ídősebb hölgy)
- Michel Berreur – Hussein
- Daniel Breton – Yasser
- Philippe Castelli – a portás (Kun Vilmos)
- Anne Goddet – Irène (Bánsági Ildikó)
- Ham-Chau Luong – Ohsawah (?)
- Dona Leigh Kessler – a szőke nő, „Madame Fréchet” (Andai Györgyi)
- Thang-Long – Taramushi (Mikó István)
- Jean Luisi – börtönőr (Komlós András)
- Jacques Ramade – a köhögő pincér (?)
- Pierre Vernier – Helmut Von Nassau (Tahi Tóth László)
- Von Gretchen Shepard – Caroline (Ronyecz Mária)
- Jean-François Calvé – a miniszter (?)
- David Gabison – a börtönigazgató (Alain David Gabison néven szerepel a stáblistán) (Kaló Flórián)
- René Chateau – egy fotós (nem szerepel a stáblistán) (Varga T. József)
- ? – Reptéri pénztáros (Némedi Mari)
- ? – Vámellenőr (Szabó Ottó)
- ? – Joseph embere (Kun Vilmos)
- ? (hang) – Mesélő (Szersén Gyula)

## Televíziós megjelenések
- TV-1 (korábban)
- Film+ 2, Film4, Mozi+ (később)